# Aphelinus humilis
Aphelinus humilis är en stekelart som beskrevs av Mercet 1927. Aphelinus humilis ingår i släktet Aphelinus och familjen växtlussteklar. Arten är reproducerande i Sverige. Inga underarter finns listade i Catalogue of Life.